# 歩兵第319連隊
歩兵第319連隊（ほへいだい319れんたい、歩兵第三百十九聯隊）は、大日本帝国陸軍の連隊の一つ。

## 沿革
太平洋戦争末期の1945年（昭和20年）、第三次兵備により本土決戦に備え新設された第230師団の歩兵連隊の一つとして東京で編成された。同年7月23日、軍旗拝受。岡山県真庭郡川上村（現真庭市）にて駐留中に終戦を迎えた。

## 歴代連隊長
| 代 | 氏名   | 在任期間        | 出身校・期 | 備考 |
| -- | ------ | --------------- | ---------- | ---- |
| 1  | 古東要 | 1945.6.5 - 終戦 | 陸士33期   |      |